# BRDC International Trophy 1974
Il BRDC International Trophy 1974 (XXVI Daily Express BRDC International Trophy) è stata una gara di Formula 1, non valida per il campionato del mondo, che è stata disputata il 7 aprile 1974 sul Circuito di Silverstone, nel Regno Unito. La gara era valida anche quale terza prova del campionato britannico di Formula 5000.
La gara venne vinta da James Hunt su Hesketh-Ford Cosworth; per il britannico e per la sua scuderia fu la prima vittoria assoluta in una gara con vetture di Formula 1, anche se non valida per il campionato mondiale. Precedette sul traguardo il pilota tedesco Jochen Mass su Surtees-Ford Cosworth e il francese Jean-Pierre Jarier, su Shadow-Ford Cosworth. Tra le vetture di Formula 5000 s'impose il pilota britannico Peter Gethin su Chevron-Chevrolet.

## Vigilia

### Aspetti tecnici
Per la prima volta la Amon presentò una vettura di propria costrizione, la Amon AF101. La scuderia aveva tentato di partecipare anche alla Race of Champions, ma un incidente, qualche giorno prima della gara, non permise di presentare la vettura.

### Aspetti sportivi
La gara si posizionò, nel calendario del mondiale, dopo le prime tre gare, corse nell'emisfero australe, e la Race of Champions, altra gara non valida per il campionato, ma prima delle gare europee titolate. Il Gran Premio del Sudafrica si tenne una sola settimana prima della gara, ma questo non influenzò negativamente il novero dei partenti. La gara era valida anche quale terza prova del campionato britannico di Formula 5000.

## Piloti e team
Tra le scuderia di Formula 1 iscrissero due piloti la British Racing Motors e la Emabssy Hill. La March portò all'esordio Noritake Takahara, primo pilota giapponese a correre su una vettura di Formula 1, anche se in una gara non valida per il campionato mondiale. Il team schierò la vettura col numero 3, che in campionato era destinato alla Tyrrell, scuderia non presente all'evento. L'Ensign impiegò Brian Redman, che aveva corso nel 1973 con la Shadow, scuderia statunitense con cui poi proseguì nella stagione iridata.
I seguenti piloti e costruttori vennero iscritti alla gara:
| Team                                 | Telaio                     | Gomme | Nr.            | Pilota             |
| ------------------------------------ | -------------------------- | ----- | -------------- | ------------------ |
| John Player Team Lotus               | Lotus 76-Ford Cosworth     | G     | 1              | Ronnie Peterson    |
| March Engineering                    | March 741-Ford Cosworth    | G     | 3              | Noritake Takahara  |
| Marlboro Team Texaco                 | McLaren M23-Ford Cosworth  | G     | 6              | Denny Hulme        |
| Motor Racing Developments            | Brabham BT42-Ford Cosworth | G     | 8              | Richard Robarts    |
| Team BRM                             | BRM P160                   | F     | 9              | François Migault   |
| Team BRM                             | BRM P160                   | F     | 10             | Henri Pescarolo    |
| UOP Shadow Racing Team               | Shadow DN3-Ford Cosworth   | G     | 17             | Jean-Pierre Jarier |
| Team Surtees                         | Surtees TS16-Ford Cosworth | F     | 19             | Jochen Mass        |
| Team Ensign                          | Ensign N174-Ford Cosworth  | F     | 22             | Brian Redman       |
| Token Racing                         | Token RJ102-Ford Cosworth  | F     | 23             | Tom Pryce          |
| Hesketh Racing                       | Hesketh 308B-Ford Cosworth | F     | 24             | James Hunt         |
| Embassy Hill Racing Team             | Lola T370-Ford Cosworth    | F     | 26             | Graham Hill        |
| Embassy Hill Racing Team             | Lola T370-Ford Cosworth    | F     | 27             | Guy Edwards        |
| Lyncar Engineering                   | Lyncar F1-Ford Cosworth    | F     | 29             | John Nicholson     |
| Chris Amon Racing                    | Amon AF101-Ford Cosworth   | F     | 30             | Chris Amon         |
| Dempster International Racing Team   | March 74A-Chevrolet †      |       | 32             | Ian Taylor         |
| Dempster International Racing Team   | March 74A-Chevrolet †      | 64    | Mike Wilds     |                    |
| Yardley Team McLaren                 | McLaren M23-Ford Cosworth  | G     | 33             | Mike Hailwood      |
| Nick Wattiez                         | Lola T330-Chevrolet †      |       | 34             | Nick Wattiez       |
| Colin Andrews                        | Surtees TS8-Chevrolet †    |       | 38             | Colin Andrews      |
| Hogan Racing Ltd.                    | Lola T330-Chevrolet †      |       | 39             | David Hobbs        |
| Racing Team VDS                      | Chevron B28-Chevrolet †    |       | 51             | Teddy Pilette      |
| Racing Team VDS                      | Chevron B28-Chevrolet †    | 52    | Peter Gethin   |                    |
| Ian Ward Racing                      | Trojan T102-Chevrolet †    |       | 53             | Keith Holland      |
| McKechnie Racing Organisation        | Lola T332-Chevrolet †      |       | 55             | Bob Evans          |
| Embassy Racing with John Butterworth | Lola T332-Chevrolet †      |       | 56             | Guy Edwards        |
| Anglo-American Racing Team           | Chevron B24-Chevrolet †    |       | 58             | Tony Dean          |
| Anglo-American Racing Team           | McLaren M19C-Chevrolet †   | 59    | Brian Robinson |                    |
| A. W. Brown Racing                   | Lola T330-Chevrolet †      |       | 60             | Damien Magee       |
| Patrick Sumner                       | Trojan T101-Chevrolet †    |       | 61             | Patrick Sumner     |
| ShellSPORT Luxembourg                | Lola T332-Chevrolet †      |       | 62             | Ian Ashley         |
| ShellSPORT Luxembourg                | Lola T332-Chevrolet †      | 208   | Lella Lombardi |                    |
| Sid Taylor Racing                    | Trojan T101-Chevrolet †    |       | 65             | Vern Schuppan      |
| Sid Taylor Racing                    | Lola T332-Chevrolet †      | 66    | Brian Redman   |                    |
| Clive Santo                          | Lola T330-Chevrolet †      |       | 69             | Clive Santo        |
| Trevor Twaites                       | Lola T330-Chevrolet †      |       | 70             | Trevor Twaites     |
| Tom Belso                            | Lola T330-Chevrolet †      |       | 71             | Tom Belsø          |
| Roelof Wunderink                     | Chevron B24-Chevrolet †    |       | 75             | Roelof Wunderink   |
| Brian McGuire                        | Trojan T101-Chevrolet †    |       | 76             | Brian McGuire      |

## Gara

### Risultati
I risultati del gran premio sono i seguenti:
| Pos | No  | Pilota             | Costruttore             | Giri | Tempo/Ritiro        | Griglia |
| --- | --- | ------------------ | ----------------------- | ---- | ------------------- | ------- |
| 1   | 24  | James Hunt         | Hesketh-Ford Cosworth   | 40   | 52'35"4             | 1       |
| 2   | 19  | Jochen Mass        | Surtees-Ford Cosworth   | 40   | + 37"0              | 3       |
| 3   | 17  | Jean-Pierre Jarier | Shadow-Ford Cosworth    | 40   | + 59"2              | 10      |
| 4   | 10  | Henri Pescarolo    | BRM                     | 40   | + 59"4              | 8       |
| 5   | 9   | François Migault   | BRM                     | 40   | + 1'18"5            | 6       |
| 6   | 29  | John Nicholson     | Lyncar-Ford Cosworth    | 39   | + 1 giro            | 18      |
| 7   | 52  | Peter Gethin       | Chevron-Chevrolet †     | 39   | + 1 giro            | 11      |
| 8   | 22  | Brian Redman       | Ensign-Ford Cosworth    | 39   | + 1 giro            | 9       |
| 9   | 27  | Guy Edwards        | Lola-Ford Cosworth      | 39   | + 1 giro            | 15      |
| 10  | 51  | Teddy Pilette      | Chevron-Chevrolet †     | 39   | + 1 giro            | 21      |
| 11  | 3   | Noritake Takahara  | March-Ford Cosworth     | 39   | + 1 giro            | 14      |
| 12  | 58  | Tony Dean          | Chevron-Chevrolet       | 39   | + 1 giro            | 19      |
| 13  | 208 | Lella Lombardi     | Lola-Chevrolet †        | 39   | + 1 giro            | 23      |
| 14  | 8   | Richard Robarts    | Brabham-Ford Cosworth   | 39   | + 1 giro            | 12      |
| Rit | 71  | Tom Belsø          | Lola-Chevrolet †        | 38   | Mancanza di benzina | 24      |
| Rit | 62  | Ian Ashley         | Lola-Chevrolet †        | 37   | Mancanza di benzina | 20      |
| NC  | 60  | Damien Magee       | Lola-Chevrolet †        | 35   | + 5 giri            | 25      |
| NC  | 64  | Mike Wilds         | March-Chevrolet †       | 35   | + 5 giri            | 16      |
| Rit | 26  | Graham Hill        | Lola-Ford Cosworth      | 35   | Incidente           | 7       |
| Rit | 1   | Ronnie Peterson    | Lotus-Ford Cosworth     | 30   | Motore              | 2       |
| Rit | 6   | Denny Hulme        | McLaren-Ford Cosworth   | 19   | Frizione            | 5       |
| Rit | 23  | Tom Pryce          | Token-Ford Cosworth     | 16   | Cambio              | 32      |
| Rit | 69  | Clive Santo        | Lola-Chevrolet †        | 13   | Motore              | 31      |
| Rit | 75  | Roelof Wunderink   | Chevron-Chevrolet †     | 10   | Motore              | 30      |
| Rit | 59  | Brian Robinson     | McLaren-Ford Cosworth † | 5    | Motore              | 29      |
| Rit | 33  | Mike Hailwood      | McLaren-Ford Cosworth   | 5    | Motore              | 4       |
| NP  | 39  | David Hobbs        | Lola-Chevrolet †        |      |                     | 13      |
| NP  | 53  | Keith Holland      | Trojan-Chevrolet †      |      |                     | 17      |
| NP  | 55  | Bob Evans          | Lola-Chevrolet †        |      |                     | 22      |
| NP  | 65  | Vern Schuppan      | Trojan-Chevrolet †      |      |                     | 26      |
| NP  | 76  | Brian McGuire      | Trojan-Chevrolet †      |      |                     | 27      |
| NP  | 30  | Chris Amon         | Amon-Ford Cosworth      |      |                     | 28      |
| NA  | 32  | Ian Taylor         | March-Chevrolet         |      |                     |         |